# باغ‌آراسی (سامسات)
باغ‌آراسی {{ترکی|Bağarası) (به کردی: Babilge) یک منطقهٔ مسکونی کردنشین در ترکیه است که در سامسات واقع شده‌است.